# Strumień Cocytus

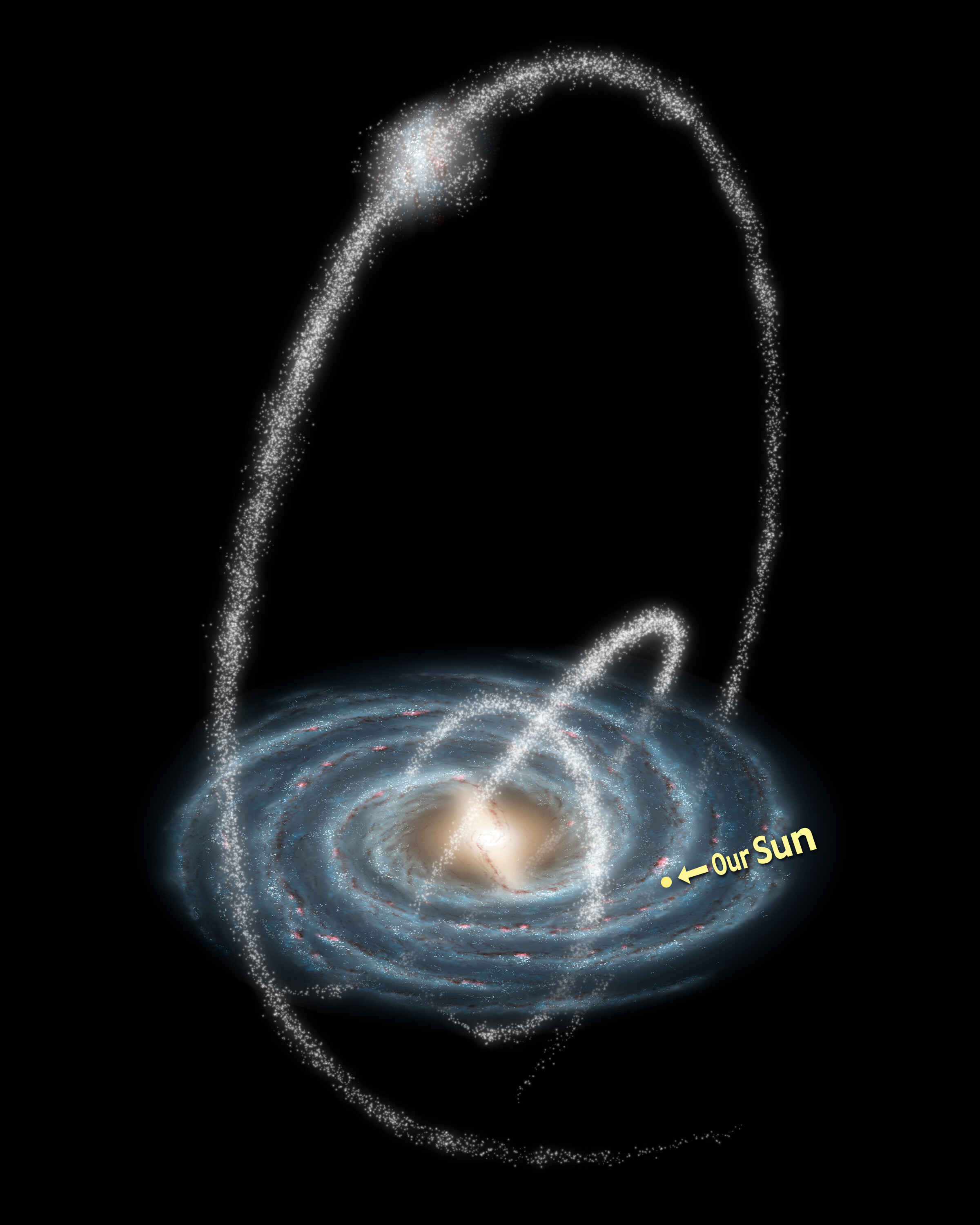
Strumienie gwiazd odkryte w 2007 roku (NASA) - wizja artysty

Strumień Cocytus – strumień gwiazd utworzony przez gwiazdy pochodzące z nieznanej gromady kulistej rozciągniętej w strumień przez grawitację Drogi Mlecznej. Strumień ten został odkryty w programie Sloan Digital Sky Survey w 2007 roku. Nazwa strumienia pochodzi z mitologii greckiej i odnosi się do rzeki Kokytos.